# Mohammed Aziz
Mohammed Aziz —en bengalí: মোহাম্মদ আজিজ— (Calcuta, 2 de julio de 1954-Bombay, 27 de noviembre de 2018) fue un cantante de playback indio, conocido en la industria del cine de Bollywood y bengalí.

## Biografía
Su apodo era Munna y su verdadero nombre era Syed Mohammed Aziz-un-Nabi. Siendo un apasionado y amante de la música, Mohammed Aziz comenzó a cantar desde su infancia.

### Carrera
Aziz hizo su debut en el cine para una película de habla bengalí, titulada Jyoti. Se trasladó a Bombay en 1984, con referencias de relación de un productor. Su primera película en hindi fue Ambar (1984).
Aziz comenzó su carrera musical como cantante, interpretando temas musicales en un restaurante llamado Ghalib en Kolkata. Tuvo una emoción cuando el director musical Anu Malik le consiguió una propuesta para interpretar un tema musical titulado «Mard Taangewala», para la película Mard, protagonizada por la superestrella de Bollywood Amitabh Bachchan. La gente pensaba que era una canción de Shabbir Kumar y la canción se convirtió en un éxito y Aziz se convirtió en uno de los cantantes más populares de su país y fue patrocinado por los directores principales de la música como Kalyanji-Anandji, Laxmikant-Pyarelal, Rahul Dev Burman, Naushad, OP Nayyar, Bappi Lahiri, Rajesh Roshan, Usha Khanna, Anand-Milind, Nadeem-Shravan, Jatin Lalit, Anu Malik, Anand Raj Anand y Aadesh Shrivastava.

## Temas musicales
Tu Mujhe Kaboool, Mein Tujhe Kabool (Khudah Gawa) 

Tu bhee bekarar, Mein bi bekaraar (Waqt Ki Awaz)

Mein teri mohabbat mein pagal ho jaaungaa (Tridev).

Aye Watan Tere Liye Karma (1986 film) 1986, Music by Laxmikant-Pyarelal

Lal Duppata Malmal ka 1989, Music by Anand-Milind

Aayee Milan Ki Raat 1991, Music by Anand-Milind.

Laila Ko Bhool Jayenge Saugandh (1991), Music by Anand-Milind.

Kab Tak Chup Rahungi - 1988.

Mohabbat Ki Hai Humne

Aaja Ke Meri Jaan Ko (1988)

Mere Malik Mere Data (1990)

Insaan Kitna Gir Gaya (1991)

Meri Hasrat 1

Shadi Se Pehle Mujhko Nahin Chuma

Makhdoom Shah Baba (1990)

Bhakat Hai Vo Bada

Meri Hasrat 2

Yeh Pandrah Solah Satra (1990)

Jai Ganesh Jai Ganesh

Pyara Ghar Hamaara

Aaja Ranjhan Yara Aaja (1988)

Pani Khoon Nahin Banta

Kaal Bhairavji Mangal Kari

Namostute

Ishqe Di Dor Na Toote (1988)

Insaan Bnanewale (2001)

Khatron Ke Khiladi (Sad)(2001)

Chhathi Maharani

Mujhko Pina Hey Pine Do

Shuru Shuru Ki Ye Mulaqaten

Apni Aankhon Ke Sitaron Mein(1991)

Aap Ke Aa Jane Se (Khudgarz-1987)

Aaj Kal Yaad Kuch Aur Rahta Nahin (Nagina-1986)

Jab Se Hui Hai Mohabbat (Khooni Raat-1991)

Bali umar ne mera haal wo kiya (AAWargi-1990)